# Диалекты языка маори

Основные диалекты маори

Наличие диалектных различий в языке маори заметил ещё Джозеф Бэнкс, составивший небольшой список слов языка маори в 1769 году: он разделил их на «северные» и «южные». Миссионер Джеймс Уоткин, приезжавший обращать маори Южного острова в христианство, сообщал, что учебные материалы, составленные на основе северных диалектов, бесполезны. Диалектные отличия встречаются в основном в фонетике и в лексике, а также, в меньшей степени, в грамматике; ко взаимонепонятности они не приводят.

## Принципы выделения
Диалекты делятся на «западные» (рарава, нгапухи, те аупори, ваикато, маниапото, таранаки, фангануи) и «восточные» (тухоэ, восточный берег Северного острова от Нгати пороу и южнее, а также весь Южный остров). Высказываются мнения о том, что диалектологические данные свидетельствуют о постепенном заселении Новой Зеландии в несколько этапов разными группами полинезийских народов.
Выделение отдельных диалектов в маори основано скорее не на территориальном признаке, а на том, какое племя им пользуется (маори продолжают использовать племенную самоидентификацию и в XXI веке, а диалекты остаются важным признаком принадлежности к определённому племени).

## Вымершие диалекты

### Маори Южного острова
Диалект Южного острова (вымерший уже в середине XX века) относился к восточной группе, он имел общие фонетические особенности с другими полинезийскими языками: слияние *k и *ŋ в /k/ прошло идентично тому же процессу в северных диалектах маркизского языка; несколько диалектизмов являлись когнатами центрально-полинезийских  слов. Примеры:
- iwi «узкий» — таитянское и тонгарева ivi  «тонкий», гавайское iwiiwi «худой», маркизское ivi «тонкий»);
- whiro «скручиваться в верёвку» — рапануйское, мангаревское hiro, маркизское hi’o, гавайское hilo, раротонганское ’io с тем же значением.

Многочисленность маркизских когнатов позволяет предполагать контакты между маори Южного острова и населением Маркизских островов.

### Мориори
Исчезнувший говор мориори, населения архипелага Чатем, был близкородственнен маори и часто считается его диалектом. После завоевания Чатемского архипелага маори народ мориори почти вымер (в 1862 году остался всего 101 мориори). Предпринимаются попытки возрождения: составлен словарь на 800 слов.
Сохранилось крайне мало достоверных данных о мориори, однако известно, что маори был ближайшим родственным мориори языком. Среди отличий можно назвать, например, около 20 разновидностей определённого артикля (в то время как в маори он всего один: te), разнящихся в зависимости от стоящего перед ним предлога. Все исследованные лингвистами лексические отличия мориори и маори — это архаичные формы, не подвергшиеся инновациям на архипелаге.

## Фонетика
Фонетический инвентарь диалектов обычно соответствует литературному, однако в таких диалектах залива Пленти как матаатуа и тухоэ [n] и [ŋ] слились в /n/, а в большинстве южных диалектах [k] и [ŋ] — в /k/. Остальные фонологические отличия заключаются либо в реализации отдельных фонем, либо в их распределении в отдельных словах. Наибольшая вариативность отмечена для /f/ ([ˀw], [h], [ɸ] и так далее) и /r/ ([ɾ], [r], [l]).
Основные фонетические различия между ними:
- западному /ei/ соответствует восточное /ai/;
- /ou/ ~ /au/ (редко встречается);
- в восточных говорах в присутствии губных /u/ → /i/, в западных остаётся /u/;
- /f/ ~ /h/ (разное развитие праполинезийского *f);
- лексические отличия, вызванные метатезой;
- в диалектах Южного острова происходила спорадическая ассимиляция, повлиявшая на лексику.

## Морфология

Местоимения в маори

В морфологии различия невелики, один из примеров — конструкции будущего времени e ... ana и kei te: в западных и северных диалектах предпочтителен первый вариант, а в восточных — второй: E haere ana («собирается/собираются/собирался/собиралась/собирались идти») ~ Kei te haere («собирается/собираются идти»).
Присутствует вариативность в местоимениях:
- tāua «ты и я», māua «он(а) и я», rāua «они» (дв. ч.) ~ tao, mao, rao (северные диалекты);
- kōrua, koutou «вы двое», «вы трое» ~ kourua, koutou (северные диалекты) ~ kōrua, kōtou (южные диалекты);
- в большинстве диалектов множественое число местоимений типа tēnei образуется отбрасыванием t (tēnei «это, близко расположенное» → ēnei, tōku «моё» → ōku «мои»), однако в регионе Ваикато вместо этого используется добавление ng по аналогии с артиклями te и ngā (ngēnei, ngōku).

Имеется множество диалектных вариантов образования посессива помимо литературных частиц o, a, суффиксов -ku, -u, -na и конструкций типа o/a + именная группа, nō/nā + именная группа, mō/mā + именная группа (со значением «принадлежит [именной группе]»). Например, в диалектах восточного берега присутствует дополнительный набор местоимений единственного числа tāhau/tōhou «твоё», nāhau «ваше», mōhou «тебе, для тебя»; известно, что они когда-то использовались и в южных диалектах.

## Синтаксис
Синтаксически отличия включают использование на севере отрицательной частицы прошедшего времени kīhai, употребления личных имён в качестве подлежащего без артикля (Ka kī (a) Moetara — «Моэтара сказал») и маркирование привычного действия частицей ai без частицы времени/вида в диалектах восточного берега.

## Лексика

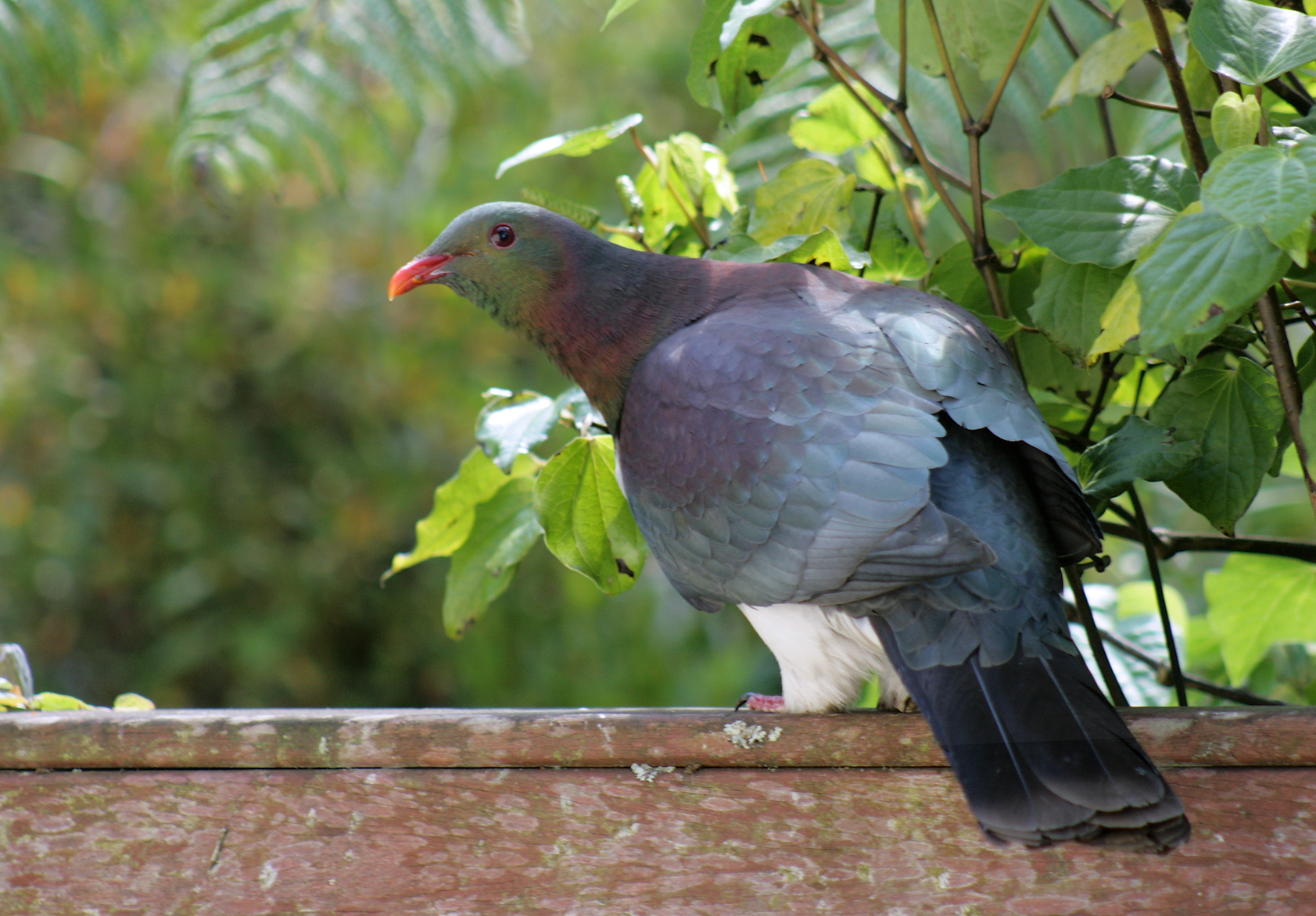
Новозеландский плодоядный голубь

Значительный процент словаря у говоров общий (от 73,1 % до 84,9 % общего базового словаря между диалектами). В лексике (помимо вариантов, обусловленных вышеописанными фонетическими отличиями) встречаются как полностью независимые диалектизмы, так и небольшие отличия в смысле: kirikiri в западных диалектах и других полинезийских языках значит «гравий, мелкие камни», а в восточных получило смысл «песок»; новозеландский плодоядный голубь в северной части Северного острова именуется kūkupa, а мраморный клоп — kererū, в то время как в восточной части острова словом kererū обозначается голубь, а клоп носит название kēkerengū. Иногда в диалектах сохраняется термин, который в других говорах замещён заимствованием.
| «Кошка»  | «Кошка»           | «Кошка» | «Кошка»    | «Кошка»     |
| -------- | ----------------- | ------- | ---------- | ----------- |
| Те Арава | Ваикато-Маниапото | Нгапухи | Матаатуа   | Нгати Пороу |
| pūihi    | ngeru             | tori    | poti ngeru | poti        |